# Brite-Louise Kellberg-Nordström
Eva Brite-Louise Kellberg-Nordström, född 19 oktober 1925 i Oscars församling, Stockholm, död 12 november 2015 i Enköping, var en svensk målare och konsthantverkare.
Hon är dotter till regeringsrådet Erik Martin Kellberg och Märta E. Hummel samt gift 1946-1966 med Gunnar Nordström och från 1967 med redaktören Runar Mangs. Hon studerade vid Otte Skölds målarskola 1943-1944 och företog därefter studieresor till Frankrike, Italien och Spanien. Separat ställde hon bland annat med stilleben, landskap och porträtt på Norrbottens museum i Luleå 1945 och på Hantverkshuset i Umeå 1947. Tillsammans med Alfhild Kallstenius och Georg Ganmar ställde hon ut på Eskilstuna konstmuseum 1956. Hennes konst består av målningar i olja eller akvarell samt arbeten i keramik.